# Allerton Bywater
Allerton Bywater – wieś w Anglii, w hrabstwie ceremonialnym West Yorkshire, w dystrykcie metropolitalnym Leeds. Leży 15 km na południowy wschód od miasta Leeds i 262 km na północ od Londynu. W 2001 miejscowość liczyła 3948 mieszkańców.